# Roland Wienholz
Roland Fritz Wilhelm Wienholz (* 15. Februar 1930 in Anklam; † 8. Juli 1992 in Lüdenscheid) war ein deutscher Geologe und Hochschullehrer.

## Leben
Roland Wienholz besuchte die Oberschule für Jungen in Wolgast. Noch als Schüler trat er 1948 in die SED ein. Nach dem Abitur im Jahr 1949 nahm er ein Studium der Geologie an der Universität Greifswald auf, das er 1952 an der Friedrich-Schiller-Universität Jena fortsetzte und 1955 mit dem Diplom beendete. Anschließend arbeitete er als Erdölgeologe bei der Staatlichen Geologischen Kommission der DDR.
Ab 1957 arbeitete er im Erkundungsbetrieb Ludwigslust des VEB Erdöl und Erdgas Gommern. 1960 wurde er Chefgeologe, ab 1962 leitete er das Forschungsinstitut für die Erkundung und Förderung von Erdöl und Erdgas in Gommern. Im Jahr 1964 schloss er seine Promotion an der Humboldt-Universität zu Berlin ab. Er untersuchte u. a. Erdgasvorkommen in der Altmark und beteiligte sich am Probebohrprogramm im Nordostdeutschen Flachland.
Im Oktober 1969 wurde Roland Wienholz von der Bergakademie Freiberg zum Honorarprofessor für Geologie berufen, 1972 wurde er ordentlicher Professor. Von 1975 bis 1979 und von 1984 bis 1990 leitete er die Sektion Geowissenschaften. Er wirkte in zahlreichen Gremien mit: Von 1964 bis 1966 war er Vorsitzender des Zentralen Arbeitskreises Erdöl-Erdgas-Geologie beim Forschungsrat der DDR, und von 1976 bis 1982 war er stellvertretender Vorsitzender des Wissenschaftlichen Rates des Forschungsprogramms Geo- und Kosmoswissenschaften der Akademie der Wissenschaften der DDR. Ab den 1970er Jahren wirkte er im Redaktionsbeirat der Zeitschrift für Angewandte Geologie mit.
Roland Wienholz starb im Alter von 62 Jahren in Lüdenscheid. Sein Grab befindet sich auf dem Freiberger Donatsfriedhof.

## Veröffentlichungen (Auswahl)
- Der geologische Bau und die Erdöl- und Erdgashöffigkeit des Nordostdeutschen Flachlandes, Dissertation, 1964

## Ehrungen
- Aktivist (1961 und 1964)
- Ehrennadel der Gesellschaft für Deutsch-Sowjetische Freundschaft (1970)
- Ehrennadel der Bergakademie Freiberg (1979)[1]